# Évolution territoriale de la Bolivie

Carte des pertes territoriales de la Bolivie après son indépendance.

Cet article est une chronologie de l'évolution territoriale de la Bolivie, listant les modifications intérieures et extérieures de la géographie politique de ce pays.

## Chronologie

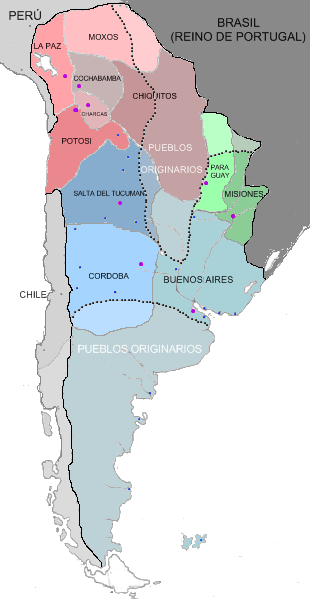
Carte de la Vice-royauté du Río de la Plata en 1783 ; en couleurs rouges, le Haut-Pérou, correspondant à peu près à la Bolivie lors de son indépendance en 1825.

1825déclaration d'indépendance de la Bolivie, sur le territoire du Haut-Pérou de l'ancienne Vice-royauté du Río de la Plata
1879traité d'Ancón : à la suite de la guerre du Pacifique, la Bolivie cède le littoral de l'Atacama au Chili. Le Bolivie perd son accès à la mer.
1897différents limitrophes avec l'Argentine, réglés diplomatiquement.
1903traité de Petrópolis : à la suite de la guerre de l'Acre, la Bolivie cède au Brésil l'Acre.
1909règlements de frontière par voie diplomatique avec le Pérou.
1935à la suite de la guerre du Chaco, la Bolivie cède au Paraguay la majorité de la région du Gran Chaco.